# Piotr Nowopaszennyj
Piotr Aleksiejewicz Nowopaszennyj, ros. Петр Алексеевич Новопашенный (ur. 6 marca 1881 r., zm. w październiku 1950 r. w Orszy) – rosyjski wojskowy marynarki wojennej (kapitan 1 rangi), hydrografik, emigracyjny działacz społeczno-kombatancki, oficer Abwehry podczas II wojny światowej.
W 1902 r. ukończył morski korpus kadetów. Objął funkcję rewizora na bałtyckim niszczycielu obrony wybrzeża "Адмирал Грейг". Od 1903 r. służył jako wachtowy na torpedowcu "Севастополь". W 1904 r. uczestniczył w wojnie rosyjsko-japońskiej. Był odznaczony Orderem Św. Anny 4 klasy. Dostał się do niewoli, po czym krótko przebywał w obozie jenieckim w Japonii. W latach 1907–1908 był starszym flag-oficerem w sztabie dowódcy 2 oddziału minowców Morza Bałtyckiego. W 1910 r. ukończył hydrograficzny wydział nikołajewskiej akademii morskiej. Od stycznia 1911 r. pracował w nikołajewskim głównym laboratorium astronomicznym. W latach 1913–1915 uczestniczył w hydrograficznej ekspedycji naukowej pod przewodnictwem B. A. Wilkickiego, która badała północną część Oceanu Lodowatego. Dowodził jednym z 2 statków o nazwie "Вайгач", biorących w niej udział. Odkryto archipelag Ziemia Północna, nazwany wówczas Ziemią Mikołaja II. Po powrocie z ekspedycji uczestniczył w I wojnie światowej. Objął dowodzenie bałtyckich niszczycieli "Десна", a pod koniec lutego 1916 r. "Константин". Od 7 grudnia tego roku pełnił funkcję zastępcy szefa służby łączności Morza Bałtyckiego. 28 lipca 1917 r. awansował do stopnia kapitana 1 rangi, stając na czele służby łączności. Po rewolucji październikowej służył w bolszewickiej marynarce wojennej. W kwietniu 1918 r. brał udział w rozmowach z przedstawicielami niemieckiej marynarki wojennej w sprawie sytuacji okrętów bolszewickich przebywających w porcie w Helsinkach. Na pocz. 1919 r. został redaktorem głównym pisma "Морскoй сборник". 24 czerwca tego roku podczas podróży z Piotrogradu do Astrachania zdezerterował, wstępując do wojsk Białych gen. Nikołaja N. Judenicza. Według części źródeł stanął na czele wydziału wywiadu i kontrwywiadu morskiego sztabu Armii Północno-Zachodniej, według innych służby zaopatrzenia i łączności zarządu morskiego. Organizował ucieczki oficerów z Piotrogradu do Rewla. Na emigracji zamieszkał początkowo w Londynie, pracując w obserwatorium królewskim w Greenwich. W 1921 r. przeniósł się do Berlina, gdzie w 1928 r. został przewodniczącym Związku Samopomocy Służących w Rosyjskiej Flocie Wojennej. Od poł. lat 30. pracował w oddziale deszyfracji sztabu głównego Reichswehry. Podczas II wojny światowej służył w Abwehrze jako szef oddziału szyfrów. Po zakończeniu wojny został w lipcu 1946 r. w Berlinie aresztowany przez Sowietów i przewieziony do ZSRR. W październiku 1950 r. zmarł w obozie przejściowym w Orszy.